# Spedizione Nuova Svevia
La spedizione Nuova Svevia (in tedesco Neu Schwabenland) è stata una missione esplorativa finanziata dalla Germania e diretta verso le regioni antartiche. Svoltasi negli anni 1938-1939 la missione era comandata da Alfred Ritscher.

## Premesse
Prima della seconda guerra mondiale la Germania era il secondo mercato per il grasso di balena norvegese (era arrivata ad importarne sino a 200 000 m³ l'anno). Questa forte dipendenza dall'estero destava apprensione sia negli ambienti industriali che in quelli finanziari. I primi erano preoccupati perché si trattava di una materia prima indispensabile nella produzione della margarina e del sapone mentre i secondi pensavano alle ripercussioni sul cambio e sulla bilancia dei pagamenti.

## La spedizione

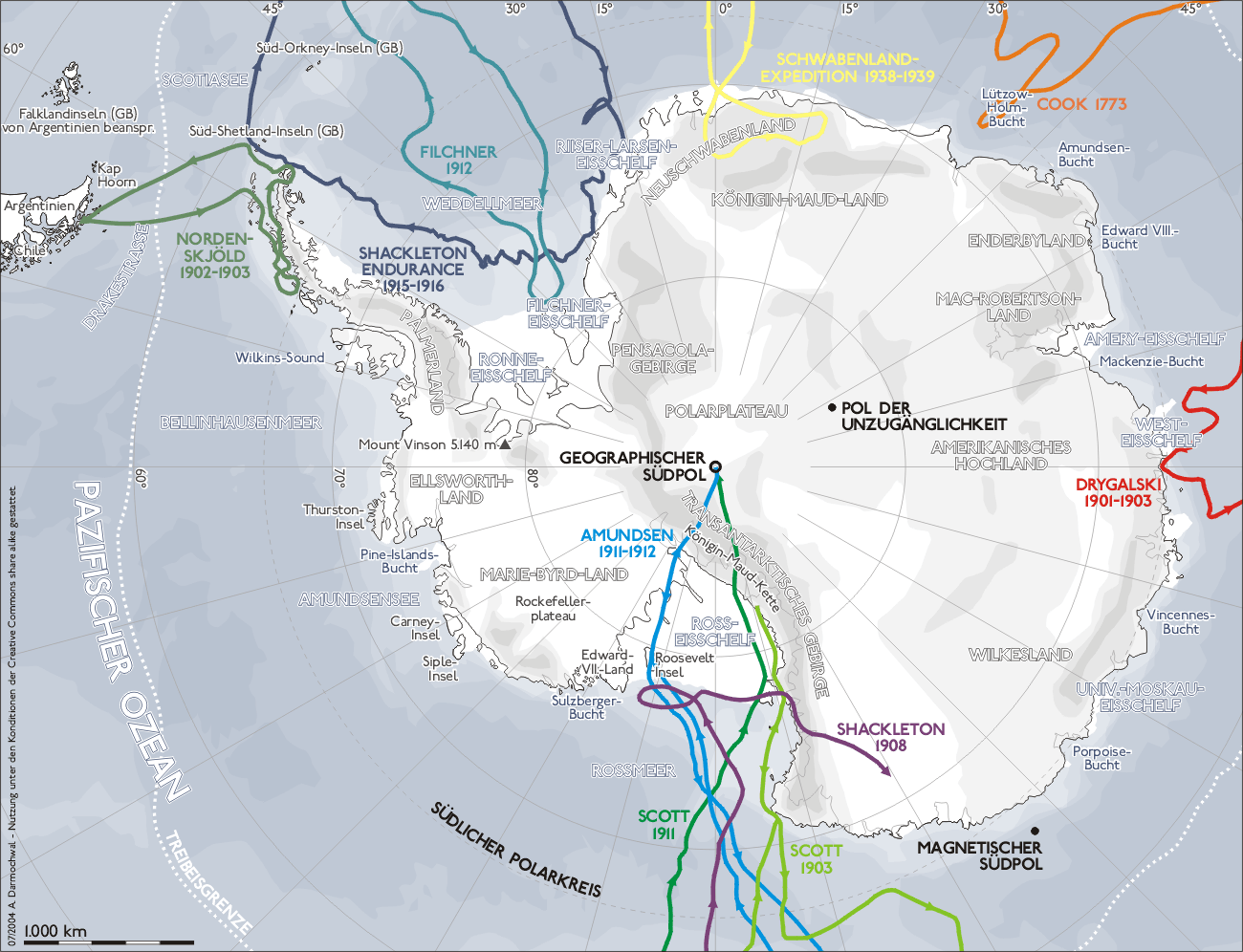
Il percorso della spedizione.

Il 17 dicembre 1938 salpa da Amburgo la nave Schwabenland, un cargo attrezzato con una catapulta per far decollare idrovolanti. La spedizione si compone di 33 scienziati oltre ai 24 membri dell'equipaggio della nave.
Nel gennaio 1939 la nave raggiunge un'area già rivendicata dalla Norvegia nel 1938 con il nome di Dronning Maud Land ed inizia a cartografare la regione. Nelle settimane successive i due Dornier Wal della nave (chiamati Passat e Boreas) effettuano 15 voli di ricognizione coprendo un'area di circa 600 000 km² e scattando oltre 16 000 foto aeree.
Al fine di rivendicare il territorio esplorato con il nome di Neu-Schwabenland, la spedizione lascia lungo la costa tre bandiere tedesche e ne paracaduta almeno 13 all'interno. Il gruppo effettua anche escursioni per rivendicare colline e altri punti significativi ed impianta anche una base temporanea. Viene anche segnalata, mediante foto aerea, la presenza di una sorgente termale chiamata oasi Schirmacher in onore del capitano Schirmacher, che pilotava l'aereo durante la scoperta. Il sito, che consente la crescita di una limitata vegetazione, ospita attualmente la base Maitri.

## Il ritorno
La nave Schwabenland fa ritorno ad Amburgo nel 1939. Al suo arrivo Ritscher è sorpreso di trovare già programmate altre due spedizioni in Antartide: la prima per l'estate 1939-40 e la seconda per quella 1940-41. Entrambe hanno come obiettivi l'individuazione di siti idonei all'impianto di basi baleniere e, più importante, di estendere la rivendicazione tedesca in Antartide. La seconda in particolare aveva uno scopo più militare e prevedeva la costruzione di una base navale nei pressi del canale di Drake per il controllo del transito tra l'oceano Atlantico e quello Indiano.
Entrambe le missioni vennero però annullate a causa della seconda guerra mondiale.